# 加古川市立加古川小学校
加古川市立加古川小学校（かこがわしりつ かこがわしょうがっこう）は、兵庫県加古川市加古川町にある公立小学校。

## 概要
加古川市街地の内側が校区である。在籍児童数は、2013年4月現在、871人である。優良PTA文部大臣表彰受賞、第40回交通安全国民運動 優良校表彰、全国小学校陸上競技大会リレー5位入賞などの優秀な業績がある。

## 沿革

### 経緯
加古川小学校は、麑松小学校・麑水小学校として設立されたのち、麑松小学校が麑水小学校を吸収した。第一次小学校令により、寺家尋常小学校となった。その後、加古川尋常小学校と改称し、加古川高等小学校と併合し加古川尋常高等小学校となった。その後、町村合併により、加古川第一尋常高等小学校と改称した。国民学校令により、加古川国民学校となった。第二次世界大戦後の学制改革によって、加古川小学校となった。

### 年表
- 1872年12月 - 麑松小学校・麑水小学校設立
- 1876年4月 - 麑松小学校に麑水小学校を合併
- 1887年4月 - 第一次小学校令によって寺家尋常小学校と改称
- 1891年8月 - 加古川町立加古川尋常小学校と改称
- 1912年4月 - 加古川尋常高等小学校と改称
- 1928年9月 - 新校舎を現在地に竣工
- 1929年4月 - 加古川町立加古川第1尋常高等小学校と改称
- 1941年4月1日 - 国民学校令によって加古川国民学校と改称
- 1947年4月 - 鳩里小学校を併合、加古川町立加古川小学校と改称
- 1947年12月 - 学校給食開始
- 1950年6月 - 加古川市立加古川小学校と改称
- 1967年4月 - 心身障害児学級開設(精薄1学級)
- 1967年12月 - 開校紀念日制定(明治百年を契機に12月2日を開校記念日に制定)
- 1968年3月 - 校地東南側校舎棚完成
- 1970年4月 - 心身障害児学級増設(精薄1学級)
- 1971年4月 - 心身障害児学級増設(言語障害2学級)
- 1971年8月 - 優良PTA文部大臣表彰受賞
- 1971年12月 - 創立百年記念式典挙行、記念碑建立、記念行事を行う。
- 1972年4月 - 心身障害児学級増設(難聴1学級)
- 1974年4月 - 心身障害児学級増設(難聴2学級)
- 1975年4月 - 加古川市立鳩里小学校を分離
- 1976年4月 - 心身障害児学級増設(弱視1学級)
- 1980年4月 - 情緒障害児学級開設(1学級)
- 1980年11月 - 木造校舎撤去、体育館建築
- 1981年4月 - 心身障害児学級（言語・難聴・弱視）を加古川市立氷丘南小学校へ移管
- 1981年7月 - 体育館竣工
- 1981年10月 - 新校舎建築着工
- 1982年8月 - 新校舎竣工
- 1993年2月 - 創立120年記念事業
- 2000年1月 - 第40回交通安全国民運動優良校表彰
- 2004年3月 - ｢ゆめハウス｣｢ビオトープ｣完成
- 2008年8月 - 全国小学校陸上競技大会リレー5位入賞
- 2010年2月 - 屋上太陽光発電工事完成
- 2022年12月- 創立150周年を迎え、記念式典が行われる　記念式典には上野樹里が母校へ来校した

## 教育目標
- 健康で豊かな心を持ち、自ら学び続ける子供の育成

## 学校行事
| - 4月 始業式・入学式 - 5月 運動会 - 6月 | - 7月 終業式 - 8月 - 9月 始業式・自然学校 | - 10月 - 11月 音楽会 - 12月 終業式 | - 1月 始業式 - 2月 - 3月 終業式・卒業式 |

## 児童会活動・クラブ活動など
- 加古川っ子カーニバル

## 通学区域
- 加古川市[1]
  - 加古川町篠原町（153-2,153-4,212-10を除く）
  - 加古川町寺家町（JR山陽本線より南側）
  - 加古川町本町（JR山陽本線より南側）
  - 加古川町木村（662～771 及び加古川西団地を除く）
  - 加古川町西河原（加古川西団地を除く）
  - 加古川町粟津（51-1,73-1を除く）
  - 加古川町北在家773-8,2482,2515,2535,2639,2664,2674
  - 加古川町備後23-6～23-24
  - 加古川町平野333

## 進学先中学校
- 加古川市立加古川中学校

## 校区内の主な施設
- 旧加古川町公会堂（加古川市立図書館書庫）
- 兵庫県立加古川西高等学校
- 兵庫県立加古川東高等学校

## 交通
- JR山陽本線・加古川線 加古川駅より徒歩15分

## 著名な出身者
- 上野樹里（女優）
- 菅原洋一（歌手）
- 住田裕子（弁護士）
- TOZY（シンガーソングライター）

## 通学区域が隣接している学校
- 加古川市立鳩里小学校
- 加古川市立氷丘南小学校
- 加古川市立川西小学校
- 高砂市立米田小学校